# Elvira Nabiullina
Elvira Sahipzadovna Nabiullina (în rusă Эльвира Сахипзадовна Набиуллина; în tătară Elvira Səxipzəde qızı Nəbiullina; în bașchiră Эльвира Сәхипзада ҡыҙы Нәбиуллина; n. 29 octombrie 1963, Ufa, RSFS Rusă, URSS) este o economistă rusă, actualmente guvernatoare a Băncii Centrale a Rusiei. A fost consilier economic al președintelui rus Vladimir Putin din mai 2012 până în iunie 2013, anterior ministru al dezvoltării economice și al comerțului din septembrie 2007 până în mai 2012. În 2019, a fost recunoscută de Forbes drept a 53-a cea mai puternică femeie din lume.

## Tinerețe și educație
Nabiullina s-a născut la Ufa, Bașchiria, la 29 octombrie 1963, într-o familie tătară. Tatăl ei, Sahipzada Saitzadaevici, lucra ca șofer, în timp ce mama Zuleiha Hamatnurovna era angajată la o fabrică. Elvira a absolvit școala nr. 31 din Ufa cu calificativul „excelent”. A absolvit Universitatea de Stat din Moscova în 1986. În anii următori, a fost admisă în programul Yale World Fellows 2007.

## Carieră
În 1991-1994, Nabiullina a lucrat la Uniunea pentru Știință și Industrie a URSS și entitatea succesoare a acesteia, Uniunea Industriașilor și Antreprenorilor din Rusia⁠(d). În 1994, s-a angajat la Ministerul Dezvoltării Economice și Comerțului, unde a ajuns viceministru în 1997; a părăsit ministerul în 1998. Următorii doi ani a fost director executiv la Sberbank și a făcut parte din grupul de experți non-guvernamental „Centrul pentru Dezvoltare Strategică” al fostului ministru al dezvoltării economice și comerțului Gherman Gref. A revenit la Ministerul Dezvoltării Economice și Comerțului în funcția de prim-adjunct în 2000. Între 2003 și septembrie 2007, a prezidat Centrul pentru Dezvoltare Strategică, precum și un comitet consultativ care se pregătea pentru președinția Rusiei în 2006 a grupului de națiuni G8.
Președintele rus Putin a numit-o pe Nabiullina în funcția de ministru al dezvoltării economice și comerțului la 24 septembrie 2007, în locul lui Gref. Ea declara că colaborarea cu vicepremierul și ministrul de finanțe de atunci Aleksei Kudrin⁠(d) era „dificilă, dar întotdeauna interesantă”. A rămas în funcția de ministru până la 21 mai 2012. În acel an, a devenit consilier economic al lui Putin în cel de-al treilea mandat al celui din urmă; a fost în această funcție până în iunie 2013.
Nabiullina a fost numită în 2013 guvernatorul Băncii Centrale a Rusiei, succedându-l pe Serghei Ignatev și devenind a doua femeie după Tatiana Paramonova în această funcție, cât și prima femeie rusă din G8. În mai 2014, ea a fost desemnată de Forbes drept una dintre cele mai puternice femei din lume, publicația remarcând că „a primit sarcina dificilă de a gestiona cursul de schimb al rublei în timpul agresiunii militare ruse împotriva Ucrainei și a anexării ilegale a Crimeei și de a crește economia în fața riscului unei recesiuni”. Într-un efortul de a opri deprecierea rublei, Banca Centrală a Rusiei, sub conducerea Elvieri Nabiullina, a majorat ratele dobânzilor, a cedat pieței libere cursul de schimb și a menținut un plafon asupra inflației, stabilizând astfel sistemul financiar și stimulând încrederea investitorilor străini.
Revista Euromoney⁠(d) a numit-o cel mai bun guvernatorul al unei băncii centrale din anul 2015. În 2017, revista britanică The Banker⁠(d) i-a acordat titlul „Central Banker of the Year, Europe” (guvernatorul anului al unei bănci centrale din Europa).
La 28 februarie 2022, ea a ținut un discurs în care a anunțat o serie de măsuri pentru combaterea crizei financiare ruse din 2022 cauzată de invazia Rusiei în Ucraina, printre care se numără creșterea ratei dobânzii a Băncii Centrale a Rusiei până la 20%, închiderea pieței de valori și instituirea controlului de capital. În martie 2022, presa a relatat că Nabiullina a încercat să demisioneze, dar cererea i-a fost respinsă de Putin.

### „Broșa lui Nabiullina”
În mass-media rusă există superstiția că guvernatoarea Băncii Centrale folosește broșe la evenimente publice pentru a semnala starea economiei și planurile autorităților de reglementare. În 2020 și 2021, Nabiullina a purtat broșe care reprezentau un cocostârc, un hopa-mitică, o căsuță (la începutul pandemiei), un porumbel, un șoim, un leopard la pândă, un nor de ploaie, un arc, o balanță etc.
În septembrie 2021, Nabiullina a dezvăluit semnificația broșelor, și anume că ele reprezintă propriul ei mod de comunicare, un limbaj alternativ pentru „a oferi pieței șansa de a reflecta”. Totuși, potrivit ei, semnificația exactă a oricărei broșe ar trebui să rămână un mister și este intenționat ambiguă, cu rare excepții.
În discursul său din 28 februarie 2022, mai mulți analiști au remarcat că guvernatoarea nu a purtat nicio broșă. Serghei Guriev de la Sciences Po a speculat că gestul „nu ar trebui interpretat că nu ar fi de acord cu politica lui Putin, ci că dă un semn că este timpul să îngropăm politica monetară normală”; de asemenea a precizat „sunt sigur că ea nu a făcut parte din cercul restrâns care a luat decizia de a porni războiul”.

## Viață personală
La sfârșitul anilor 1980, în timp ce era la Universitatea de Stat din Moscova, Nabiullina s-a căsătorit cu Iaroslav Kuzminov, unul din lectorii universității. Acesta a devenit rector al Școlii Superioare de Economie (ȘSE) a Universității Naționale de Cercetare (1994-2021), iar din iulie 2021 este supraveghetor academic la aceeași instituție. Cuplul are un fiu, Vasili (n. 13 august 1988), în prezent cercetător la ȘSE.